# Grande école des hommes de métier en compagnonnage

Les Compagnons Du Devoir Du Tour De France

La Grande École des Hommes de métier en compagnonnage a été lancée officiellement en 2011 par les Compagnons du Devoir .

## Présentation
Depuis septembre 2011, les Compagnons du Devoir forment les jeunes jusqu’à l'obtention du diplôme de licence.

## Recrutement
Tous les élèves post bac sont concernés, mais aussi ceux qui commencent par un CAP et qui ont l’envie et les aptitudes nécessaires.
Les compagnons sont constitués d'un nombre grandissant de bacheliers et d’étudiants qui se sont éloignés des bancs de l’université.

## Dates
Depuis la rentrée 2011, les compagnons du devoir ont lancé officiellement la Grande École des Hommes de métier en compagnonnage, qui sera présente partout en France. Elle était en expérimentation en petit effectif depuis quelques années.
D’ici 2015, les Compagnons vont mettre en place de nouveaux diplômes jusqu’au niveau bac + 5, en partenariat avec d’autres établissements d’enseignement supérieur.
Notamment le Conservatoire national des arts et métiers (CNAM).
Les compagnons espèrent accueillir 4 000 jeunes en licence professionnelle à l’horizon 2015.
Après cette date et le temps nécessaire à sa bonne mise en place, la possibilité de préparer un master est à l'étude, car déjà de plus en plus de compagnons en fin de tour de France, passent un diplôme d'ingénieur ou font valider via la VAE un diplôme de l'enseignement supérieur.

## La pédagogie
Les jeunes disposent d'un enseignement général très poussé, notamment pour les langues. Ils acquièrent des compétences au fil de leur voyage en France et surtout sur les 5 continents via les postes qu’ils occupent. Comme pour les écoles d’ingénieurs, un passage d'au moins un an est obligatoire. 

## Aquisav
Aquisav est la plate-forme des ressources pédagogiques. Cet outil a été réalisé afin d’aider chaque personne en formation avec les Compagnons du devoir, à construire et réaliser un parcours de formation supérieure.

## Les prépas métier
Dans le même esprit que les CPGE (classes préparatoires aux grandes écoles), les prépas tour de France, permettent de faire bénéficier les jeunes d'une formation intensive en entreprise, en France et surtout à l'international.
Elle concerne principalement les bacheliers généraux et technologiques, ainsi que les étudiants, qui veulent rapidement acquérir une solide expérience de métier en atelier ou sur chantiers.

## Les métiers
À terme, tous les métiers du compagnonnage seront concernés par cette formation supérieure.